# Sonate pour violon et piano no 6 de Beethoven
Pour les articles homonymes, voir Sonate pour violon et piano.
La Sonate pour violon no 6 en la majeur opus 30 no 1 de Ludwig van Beethoven, est la sixième des dix sonates pour violon et piano composée entre 1801 et 1802. Publiée en mai 1803, elle fut dédiée avec les deux suivantes à l'empereur Alexandre Ier de Russie.
Sa composition suivit de peu celle de la Sonate « Clair de lune » et fut contemporaine de celle de la Deuxième Symphonie et du Troisième Concerto pour piano. Elle a été écrite également la même année que le Testament de Heiligenstadt.
Elle comporte trois mouvements :
1. Allegro (en la majeur, à 
)
2. Adagio (en ré majeur, à 
)
3. Allegretto con variazioni (en la majeur, à )

Son exécution demande un peu plus de vingt minutes.